# ارنستو گومز (بازیکن فوتبال، زاده ۱۹۸۵)
ارنستو گومز (انگلیسی: Ernesto Gómez؛ زادهٔ ۲۶ آوریل ۱۹۸۵) بازیکن فوتبال اهل اسپانیا است.
از باشگاه‌هایی که او در آن بازی کرده‌، می‌توان به باشگاه فوتبال لوگو، باشگاه فوتبال رکریتیوو اوئلوا، باشگاه فوتبال رئال مادرید کاستیا، باشگاه فوتبال آلکورکون، باشگاه فوتبال پومفرادینا و باشگاه فوتبال مالاگا اشاره کرد.
وی همچنین در تیم‌های ملی فوتبال زیر ۱۷ سال اسپانیا و زیر ۱۸ سال اسپانیا بازی کرده‌است.